# Schnecklinge
Die Schnecklinge (Hygrophorus) sind eine Pilzgattung aus der Familie der Schnecklingsverwandten. Der Name Hygrophorus ist zusammengesetzt aus hygro „feucht“ und phorus „tragend“, bedeutet also „Feuchtigkeitsträger“. Das ist unter anderem ein wichtiges Merkmal der Schnecklinge.
Die Typusart ist der Elfenbein-Schneckling (Hygrophorus eburneus).

## Merkmale

### Makroskopische Merkmale
Schnecklinge sind fleischig und von mittlerer Größe. Bis auf wenige Ausnahmen ist der Hut bei Feuchtigkeit schmierig-schleimig. Die überwiegend dicken Lamellen haben eine wachsartige Konsistenz, stehen weit auseinander und laufen ein wenig am Stiel herab. Das Sporenpulver ist bei allen Arten weiß. Der Stiel ist glatt oder fein gerillt, selten genattert oder punktiert. Er kann bei manchen Arten einen Ring tragen. Die Stielspitze ist nie schleimig. Die Farben sind meistens trüb und matt, außer bei reinweißen und leuchtend gelben Arten.

### Mikroskopische Merkmale
Die Lamellentrama ist bilateral. Die ovalen Sporen sind glatt, haben keinen Keimporus und zeigen keine Jodfarbreaktion.

## Ökologie
Die Schnecklinge bilden Mykorrhizen mit Laub- und Nadelbäumen. Alle Schnecklingsarten mit Ausnahme des auf morschem Holz wachsenden Seitenstieligen Schnecklings (Hygrophorus pleurotoides) fruktifizieren auf dem Erdboden. Weil einige Arten frostbeständig sind oder tiefe Temperaturen sogar zur Bildung von Fruchtkörpern benötigen, sind die Schnecklinge im Winter dominant gegenüber anderen Gattungen. Man kann aber zu jeder Jahreszeit Schnecklinge finden.

## Arten
| Deutscher Name                        | Wissenschaftlicher Name                                      | Autorenzitat                                                             |
| ------------------------------------- | ------------------------------------------------------------ | ------------------------------------------------------------------------ |
| Orange-Schneckling                    | Hygrophorus abieticola                                       | Krieglst. ex Gröger & Bresinsky 2008                                     |
|                                       | Hygrophorus agathosmoides                                    | Lebeuf, E. Larss. & Bellanger 2021                                       |
|                                       | Hygrophorus agathosmoides f. albus                           | E. Larss. & Lebeuf 2021                                                  |
|                                       | Hygrophorus agathosmoides f. trabzonensis                    | Seslı 2021                                                               |
| Wohlriechender Schneckling            | Hygrophorus agathosmus                                       | (Fries 1815) Fries 1838                                                  |
|                                       | Hygrophorus agathosmus f. aureofloccosus                     | Bresadola 1928                                                           |
| Mehlstiel-Schneckling                 | Hygrophorus arbustivus                                       | Fries 1836                                                               |
| Brauner Eichen-Schneckling            | Hygrophorus arbustivus var. quercetorum                      | Bon & Chevassut 1985                                                     |
| Schwarzfaseriger Schneckling          | Hygrophorus atramentosus                                     | H. Haas & R. Haller Aarau 1978                                           |
| Gold-Schneckling                      | Hygrophorus aureus                                           | Arrhenius 1863                                                           |
| Schönblättriger Schneckling           | Hygrophorus calophyllus                                      | P. Karsten 1876                                                          |
| Graubrauner Schneckling               | Hygrophorus camarophyllus                                    | (Albertini & Schweinitz 1805 : Fries 1821) Dumée, Grandjean & Maire 1913 |
| Weinroter Schneckling                 | Hygrophorus capreolarius                                     | (Kalchbrenner 1874) Saccardo 1887                                        |
| Fleischgrauer Schneckling             | Hygrophorus carneogriseus                                    | Malençon 1971                                                            |
| Goldzahn-Schneckling                  | Hygrophorus chrysodon (beschrieben als „crysodon“)           | (Batsch 1789 : Fries 1821) Fries 1838                                    |
| Nichtverfärbender Schneckling         | Hygrophorus cossus                                           | (Sowerby 1798) Fries 1838                                                |
| Braunscheibiger Schneckling           | Hygrophorus discoideus                                       | (Persoon 1801 : Fries 1821) Fries 1838                                   |
| Verfärbender Schneckling              | Hygrophorus discoxanthus                                     | (Fries 1815) Rea 1908                                                    |
| Elfenbein-Schneckling                 | Hygrophorus eburneus                                         | (Bulliard 1782 : Fries 1821) Fries 1836                                  |
|                                       | Hygrophorus exiguus                                          | E. Larss., E. Campo & M. Carbone 2014                                    |
| Buchen-Schneckling                    | Hygrophorus fagi                                             | G. Becker & Bon 1974                                                     |
| Gelblichscheibiger Schneckling        | Hygrophorus flavodiscus                                      | Frost 1884                                                               |
| Dunkler Kiefern-Schneckling           | Hygrophorus fuscoalbus (beschrieben als „fusco-albus“)       | (Lasch 1829 : Fries 1832) Fries 1838                                     |
| Schleimigberingter Schneckling        | Hygrophorus gliocyclus                                       | Fries 1861                                                               |
| Olivbraungestiefelter Schneckling     | Hygrophorus glutinifer                                       | Fries 1838                                                               |
| Dickschleimiger Birken-Schneckling    | Hygrophorus hedrychii                                        | (Velenovský 1920) K. Kult 1956                                           |
| Hyazinthen-Schneckling                | Hygrophorus hyacinthinus                                     | Quélet 1886                                                              |
| Frost-Schneckling                     | Hygrophorus hypothejus                                       | (Fries 1818 : Fries 1821) Fries 1838                                     |
| Risspilzverwandter Schneckling        | Hygrophorus inocybiformis                                    | A.H. Smith 1944                                                          |
| Finnischer Schneckling                | Hygrophorus korhonenii                                       | Harmaja 1985                                                             |
| Großer Kiefern-Schneckling            | Hygrophorus latitabundus (beschrieben als „latitabundes“)    | Britzelmayr 1899                                                         |
| Hasen-Schneckling                     | Hygrophorus leporinus                                        | Fries 1838                                                               |
| Steineichen-Schneckling               | Hygrophorus leucophaeo-ilicis                                | Bon & Chevassut 1985                                                     |
|                                       | Hygrophorus limosus                                          | Loizides & Bellanger 2021                                                |
| Hellrandiger Schneckling              | Hygrophorus lindtneri                                        | M.M. Moser 1967                                                          |
| Lärchen-Schneckling                   | Hygrophorus lucorum                                          | Kalchbrenner 1874                                                        |
| Orangegelber Lärchen-Schneckling      | Hygrophorus lucorum var. speciosus                           | (Peck 1878) Krieglsteiner 2000                                           |
| März-Schneckling                      | Hygrophorus marzuolus                                        | (Fries 1821 : Fries 1821) Bresadola 1893                                 |
| Aprikosenblättriger Schneckling       | Hygrophorus melizeus                                         | (Fries 1818 : Fries 1821) Fries 1838                                     |
| Graubrauner Schleimstiel-Schneckling  | Hygrophorus mesotephrus                                      | Berkeley & Broome 1854                                                   |
| Hain-Schneckling                      | Hygrophorus nemoreus                                         | Fries 1838                                                               |
| Rasiger Purpur-Schneckling            | Hygrophorus neoerubescens                                    | Papetti, Peintner & Simonini 2020                                        |
| Natternstieliger Schneckling          | Hygrophorus olivaceoalbus (beschrieben als „olivaceo-albus“) | (Fries 1815 : Fries 1821) Fries 1838                                     |
|                                       | Hygrophorus pacificus                                        | A.H. Smith & Hesler 1939                                                 |
|                                       | Hygrophorus penarioides                                      | Jacobsson & E. Larsson 2007                                              |
| Trockener Schneckling                 | Hygrophorus penarius                                         | Fries 1836                                                               |
|                                       | Hygrophorus penarius var. barbatulus                         | (G. Becker 1954) Bon 1989                                                |
| Fichten-Schneckling                   | Hygrophorus piceae                                           | Kühner 1949                                                              |
|                                       | Hygrophorus pinophilus                                       | E. Larss., Sesli & Loizides 2021                                         |
| Seitenstieliger Schneckling           | Hygrophorus pleurotoides                                     | J. Favre 1960                                                            |
| Isabellrötlicher Schneckling          | Hygrophorus poetarum                                         | R. Heim 1948 ('1947')                                                    |
| Gewichtiger Schneckling               | Hygrophorus ponderatus                                       | Britzelmayr 1885                                                         |
| Rosabraunscheibiger Schneckling       | Hygrophorus pseudodiscoideus                                 | (Maire 1928) Malençon & Bertault 1975                                    |
| Bitterlicher Purpur-Schneckling       | Hygrophorus pudorinus                                        | (Fries 1821 : Fries 1821) Fries 1836                                     |
| Beschleierter Purpur-Schneckling      | Hygrophorus purpurascens                                     | (Albertini & Schweinitz 1805 : Fries 1821) Fries 1838                    |
| Schwarzpunktierter Schneckling        | Hygrophorus pustulatus                                       | (Persoon 1801 : Fries 1821) Fries 1838                                   |
| Rotschuppiger Schneckling             | Hygrophorus queletii                                         | Bresadola 1881                                                           |
| Rosabrauner Schneckling               | Hygrophorus roseodiscoideus                                  | Bon & Chevassut 1985                                                     |
| Geflecktblättriger Purpur-Schneckling | Hygrophorus russula                                          | (Schaeffer 1774 : Fries 1821) Quélet 1886                                |
| Wachsgelber Schneckling               | Hygrophorus secretanii                                       | Henning 1886                                                             |
|                                       | Hygrophorus suaveolens                                       | Kleine & E. Larsson 2018                                                 |
| Fälblings-Schneckling                 | Hygrophorus subviscifer                                      | (P. Karsten 1878) Harmaja 1985                                           |
| Aschgrauer Schneckling                | Hygrophorus tephroleucus                                     | (Persoon 1801 : Fries 1821) Fries 1838                                   |
| Orangefalber Schneckling              | Hygrophorus unicolor                                         | Gröger 1980                                                              |

## Systematik
Die Gattung ist hauptsächlich in der temperaten und borealen Zone der Holarktis verbreitet und umfasst weltweit etwa 80 bis 100 Arten, etwa 50 davon kommen in Europa vor. Die Schnecklinge Hygrophorus subgen. Limacium werden in folgende Sektionen unterteilt:
| - Sektion Discoidei (Bataille) Konrad & Maublanc Hut weißlich, zum Rand hin grau-gelb bis fleischfarben und blassbräunlich bis rostbraun zur Mitte hin. Der Stiel hat keine Cortina. - Braunscheibiger Schneckling – Hygrophorus discoideus (Persoon 1801 : Fries 1821) Fries 1838 - Steineichen-Schneckling – Hygrophorus leucophaeo-ilicis Bon & Chevassut 1985 - Hellrandiger Schneckling – Hygrophorus lindtneri M.M. Moser 1967 - Hygrophorus pacificus A.H. Smith & Hesler 1939 - Rosabrauner Schneckling – Hygrophorus roseodiscoideus Bon & Chevassut 1985 - Wachsgelber Schneckling – Hygrophorus secretanii Henning 1886 - Orangefalber Schneckling – Hygrophorus unicolor Gröger 1980 - Sektion Fulventes (Fr.) Bon Mit gelb-braunen, rot-braunen oder rosa Farben, einem trockenen Stiel und einem kaum schmierigen Hut. Die Lamellen und das Fleisch sind weißlich. Das Pigment ist überwiegend vakuolär. - Mehlstiel-Schneckling – Hygrophorus arbustivus Fries 1836 - Brauner Eichen-Schneckling – Hygrophorus arbustivus var. quercetorum Bon & Chevassut 1985 - Fleischgrauer Schneckling – Hygrophorus carneogriseus Malençon 1971 - Hain-Schneckling – Hygrophorus nemoreus Fries 1838 - Isabellrötlicher Schneckling – Hygrophorus poetarum R. Heim 1948 ('1947') - Rosabraunscheibiger Schneckling – Hygrophorus pseudodiscoideus (Maire 1928) Malençon & Bertault 1975 - Rotschuppiger Schneckling – Hygrophorus queletii Bresadola 1881 - Fälblings-Schneckling – Hygrophorus subviscifer (P. Karsten 1878) Harmaja 1985 - Sektion Fuscocinerei Bon ex Bellanger, P.-A. Moreau & E. Larss. Klein und schlank, klebrig. Ohne oder mit flüchtigem Ring. Hut trüb blass- bis olivgrau, mit deutlich dunklerer Mitte. - Hygrophorus adiaphorus Hesler & A.H. Sm. 1963 - Graubrauner Schleimstiel-Schneckling – Hygrophorus mesotephrus Berkeley & Broome 1854 - Sektion Hygrophorus Arten mit schleimigem Stiel, aber ohne Ring oder Ringzone. - Untersektion Chrysodontini Singer Der Hut ist trocken (zumindest im Alter). Der Rand ist gelb körnig gepunktet. - Goldzahn-Schneckling – Hygrophorus chrysodon (Batsch 1789 : Fries 1821) Fries 1838 (beschrieben als H. crysodon) - Untersektion Hygrophorus Weiße oder blass gefärbte Arten, nur die Hutscheibe kann mitunter ein wenig bräunlich gefärbt sein. - Nichtverfärbender Schneckling – Hygrophorus cossus (Sowerby 1798) Fries 1838 - Verfärbender Schneckling – Hygrophorus discoxanthus (Fries 1815) Rea 1908 - Elfenbein-Schneckling – Hygrophorus eburneus (Bulliard 1782 : Fries 1821) Fries 1836 - Gelblichscheibiger Schneckling – Hygrophorus flavodiscus Frost 1884 - Schleimigberingter Schneckling – Hygrophorus gliocyclus Fries 1861 - Dickschleimiger Birken-Schneckling – Hygrophorus hedrychii (Velenovský 1920) K. Kult 1956 - Seitenstieliger Schneckling – Hygrophorus pleurotoides J. Favre 1960 - Gewichtiger Schneckling – Hygrophorus ponderatus Britzelmayr 1885 - Aschgrauer Schneckling – Hygrophorus tephroleucus (Persoon 1801 : Fries 1821) Fries 1838 - Untersektion Pallidini A.H. Smith & L.R. Hesler (= Sektion Clitocyboides nach Bon) Hut kaum schmierig und Stiel trocken. Die Fruchtkörper sind weiß bis creme-rosa gefärbt. - Buchen-Schneckling – Hygrophorus fagi G. Becker & Bon 1974 - Aprikosenblättriger Schneckling – Hygrophorus melizeus (Fries 1818 : Fries 1821) Fries 1838 - Hygrophorus penarioides Jacobsson & E. Larsson 2007 - Trockener Schneckling – Hygrophorus penarius Fries 1836 - Hygrophorus penarius var. barbatulus (G. Becker 1954) Bon 1989 - Fichten-Schneckling – Hygrophorus piceae Kühner 1949 - Sektion Limacini P.-A. Moreau, Bellanger, Loizides & E. Larss. Recht groß und kräftig, oft in kleinen Büscheln. Mit dunkel olivbraunem, klebrigem bis schmierigem Hut. Starke KOH-Reaktion. Meist bei Laubbäumen. - Olivbraungestiefelter Schneckling – Hygrophorus glutinifer Fries 1838 - Großer Kiefern-Schneckling – Hygrophorus latitabundus Britzelmayr 1899 (beschrieben als H. latitabundes) - Hygrophorus limacinus (Scop.) Fr. 1838 - Hygrophorus limosus Loizides & Bellanger 2021 - Hygrophorus megasporus A.H. Sm. & Hesler 1939 - Hygrophorus paludosoides Hesler & A.H. Sm. 1963 - Hygrophorus sect. Nudolidi Bellanger & Lebeuf Mittelgroß bis groß. Hut klebrig, gelbbraun bis ockerbraun. Stiel weißlich bis blassrosa oder gelbbraun, ohne Ringzone. Geruch nach rohen Kartoffeln oder Bittermandeln. Bei Nadelbäumen in Nordamerika. - Hygrophorus bakerensis A.H. Sm. & Hesler 1942 - Hygrophorus tennesseensis A.H. Sm. & Hesler 1939 - Sektion Olivaceoumbrini (Bataille) Konrad & Maublanc Mit olivfarbenen, grauen oder braunen Farbtönen, manchmal sehr dunkel. Der Hut und der Stiel sind schmierig bis schleimig. Die Ringzone ist sehr deutlich und der Ring bildet manchmal eine "Girlande". - Hygrophorus canadensis Lebeuf & P.-A. Moreau 2021 - Hygrophorus fuscoalboides Hesler & A.H. Sm. 1963 - Finnischer Schneckling – Hygrophorus korhonenii Harmaja 1985 - Hygrophorus marcocontui Sesli, Bellanger & Liimat. 2021 - Natternstieliger Schneckling – Hygrophorus olivaceoalbus (Fries 1815 : Fries 1821) Fries 1838 (beschrieben als H. olivaceo-albus) - Hygrophorus whitei Hesler & A.H. Sm. 1963 - Sektion Pudorini (Bataille) Konrad & Maublanc Hut zumindest in der Mitte farbig. - Untersektion Aurei Bataille Arten der Untersektion haben meist oder zumindest teilweise helle Farben von gelb bis orange. Außerdem ist ein schleimiges, schleierartiges Velum (Mykologie) ausgebildet, das eine deutliche Ringzone bildet, die aber bei älteren Exemplaren auch fehlen kann. Die Schnecklinge sind Mykorrhizapartner von verschiedenen Nadelbäumen. - Gold-Schneckling – Hygrophorus aureus Arrhenius 1863 - Frost-Schneckling – Hygrophorus hypothejus (Fries 1818 : Fries 1821) Fries 1838 - Lärchen-Schneckling – Hygrophorus lucorum Kalchbrenner 1874 - Orangegelber Lärchen-Schneckling – Hygrophorus lucorum var. speciosus (Peck 1878) Krieglsteiner 2000 - Untersektion Erubescentes A.H. Smith & L.R. Hesler (= Sektion Rubescens) Farben von rosa bis rötlich-braun. Lamellen und Stiel oft rötlich oder weinroten gefleckt. Pigmente meist membrangebunden. - Weinroter Schneckling – Hygrophorus capreolarius (Kalchbrenner 1874) Saccardo 1887 - Rasiger Purpur-Schneckling – Hygrophorus neoerubescens Papetti, Peintner & Simonini 2020 - Bitterlicher Purpur-Schneckling – Hygrophorus pudorinus (Fries 1821 : Fries 1821) Fries 1836 - Beschleierter Purpur-Schneckling – Hygrophorus purpurascens (Albertini & Schweinitz 1805 : Fries 1821) Fries 1838 - Geflecktblättriger Purpur-Schneckling – Hygrophorus russula (Schaeffer 1774 : Fries 1821) Quélet 1886 - Untersektion Pudorini Bataille Hut rosa, fleischfarben, morgenrot oder purpurn. Das Fleisch verfärbt sich an der Luft immer mehr oder weniger rosa, purpur oder burgunderrot. - Orange-Schneckling – Hygrophorus abieticola Krieglst. ex Gröger & Bresinsky 2008 - Hasen-Schneckling – Hygrophorus leporinus Fries 1838 - Sektion Tephroleuci (Bataille) Candusso (= Sektion Camarophylli) Trockene oder leicht schmierige Arten mit matten und oft dunkle Farben grau bis schwärzlichen Farben. Der Stiel ist trocken und glatt, bisweilen bereift oder punktiert. Oft mit starkem (süßlichem) Geruch. - Hygrophorus agathosmoides Lebeuf, E. Larss. & Bellanger 2021 - Wohlriechender Schneckling – Hygrophorus agathosmus (Fries 1815) Fries 1838 - Hygrophorus agathosmus f. aureofloccosus Bresadola 1928 - Hygrophorus albofloccosus C.F. Schwarz, Lebeuf & Bellanger 2021 - Schwarzfaseriger Schneckling – Hygrophorus atramentosus H. Haas & R. Haller Aarau 1978 - Schönblättriger Schneckling – Hygrophorus calophyllus P. Karsten 1876 - Graubrauner Schneckling – Hygrophorus camarophyllus (Albertini & Schweinitz 1805 : Fries 1821) Dumée, Grandjean & Maire 1913 - Hygrophorus exiguus E. Larss., E. Campo & M. Carbone 2014 - Hyazinthen-Schneckling – Hygrophorus hyacinthinus Quélet 1886 - Risspilzverwandter Schneckling – Hygrophorus inocybiformis A.H. Smith 1944 - März-Schneckling – Hygrophorus marzuolus (Fries 1821 : Fries 1821) Bresadola 1893 - Hygrophorus odoratus A.H. Sm. & Hesler 1954 - Hygrophorus pinophilus E. Larss., Sesli & Loizides 2021 - Hygrophorus pustulatoides Lebeuf, E. Larss. & Bellanger 2021 - Schwarzpunktierter Schneckling – Hygrophorus pustulatus (Persoon 1801 : Fries 1821) Fries 1838 - Wachsgelber Schneckling – Hygrophorus secretanii Henning 1886 - Hygrophorus suaveolens Kleine & E. Larsson 2018 |

## Bedeutung
Viele Schnecklingsarten sind essbar, die bekanntesten Speisepilze unter ihnen sind der Frost-Schneckling (Hygrophorus hypothejus) und der März-Schneckling (Hygrophorus marzuolus); Letzterer ist allerdings in Deutschland durch die Bundesartenschutzverordnung geschützt und darf nicht gesammelt werden. Andere Arten sind ungenießbar, giftige Arten sind nicht bekannt.